# براکت ۱۲۷۷۵
سیارک ۱۲۷۷۵ (به انگلیسی: 12775 Brackett، نامگذاری:1994PX22) دوازده هزار و هفتصد و هفتاد و پنجمین سیارک کشف شده‌است که در ۱۲ اوت ۱۹۹۴ کشف شد.
قدر مطلق سیارک برابر ۱۴.۸ است.